# Ma Femme Chamada Bicho
Ma Femme Chamada Bicho (Französisch-portugiesisch für: Meine Frau, Tier genannt) ist ein Dokumentarfilm des portugiesischen Regisseurs José Álvaro Morais. Die Filmbiografie des portugiesisch-ungarischen Künstlerpaars Maria Helena Vieira da Silva und Árpád Szenes erschien im Jahr 1978.

## Handlung
Der Film widmet sich dem Künstlerehepaar Maria Helena Vieira da Silva und Árpád Szenes, das seit ihrer ersten Begegnung in Paris 1929 und der Heirat 1930 bis zum Tod zusammen lebte und arbeitete. Künstler, Kunsthistoriker, Galeristen und Schriftsteller äußern sich zu Persönlichkeiten und Werk der beiden Wahlfranzosen.
Anhand der Bilder, ihrer Erläuterungen und den Aussagen aus ihrem Umfeld entsteht ein intimes Porträt.

## Produktion und Rezeption
Ma Femme Chamada Bicho wurde 1976 in Lissabon, Paris und Yèvre-le-Châtel gedreht und vom Filmkollektiv Centro Português de Cinema produziert, unter finanzieller Beteiligung der Gulbenkian-Stiftung.
Die Filmmusik beinhaltet das vom Pianisten Carlos Azevedo vorgetragene Lied Old King Cole and his fiddlers und das von Magdalena Van Zeller auf dem Cembalo eingespielte Stück Gavotte et ses doubles (Gavotte in C-Dur) von Jean-Philippe Rameau.
Seine Premiere feierte der Film im September 1978 beim Internationalen Filmfestival von Figueira da Foz und wurde am 17. Oktober 1978 im öffentlich-rechtlichen Fernsehen gezeigt, bei RTP2. Erstmals im Kino lief er erst am 18. Januar 2010, in der Cinemateca Portuguesa.
Ma Femme Chamada Bicho erschien zum Geburtstag von José Álvaro Morais am 2. September 2005 auf DVD, im Rahmen einer 3-DVD-Box bei Atalanta Filmes mit einer Werkschau des Regisseurs, der im Vorjahr verstorben war.